# 伊萨·本·萨勒曼·阿勒哈利法
伊萨·本·萨勒曼·阿勒哈利法（1933年6月3日—1999年3月6日）於1961年父親薩勒曼·本·哈馬德逝世後，繼位成為巴林哈基姆，在位37年。